# Wolfgang Mally

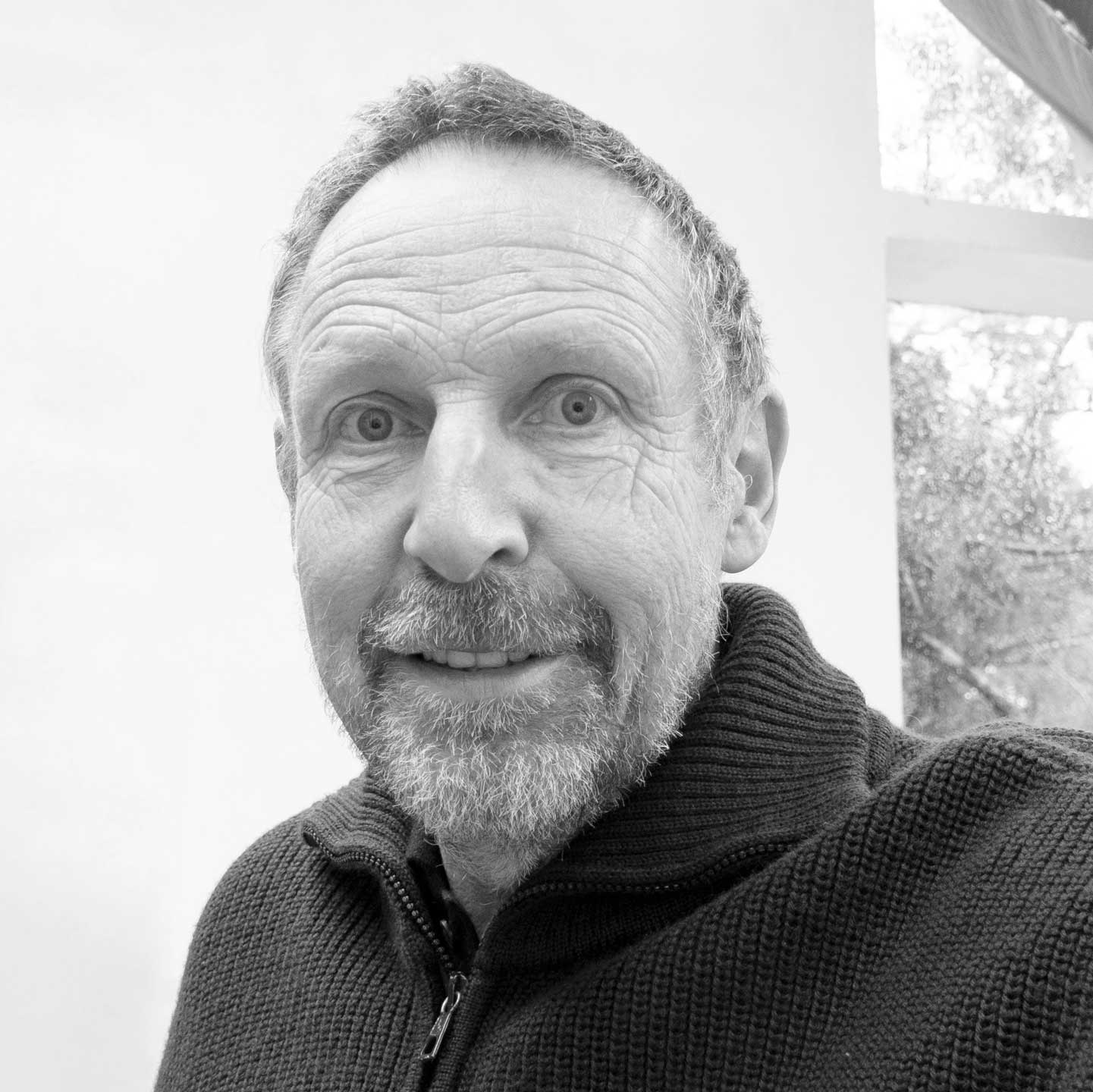
Wolfgang Mally, 2021

Wolfgang Mally (geboren 22. Februar 1952 in Magdeburg) ist ein deutscher Künstler. Sein Leitthema ist die Interaktion von Natur und Kunst.

## Leben
Wolfgang Mally wurde 1952 in Magdeburg als Sohn der Schneiderin Cäcilie Koffinke und des Schmieds Richard Mally geboren. Er wuchs ab 1954 in Wevelinghoven an der Erft auf, studierte von 1969 bis 1973 an der Werkkunstschule Düsseldorf, – ab 1970 Fachhochschule für Design und Architektur. 1973 absolvierte er das Staatsexamen in Visueller Kommunikation; es schloss sich bis 1977 ein Studium an der Kunstakademie Düsseldorf an, wo Mally ab 1974 als Meisterschüler von Günter Uecker und von 1976 bis 1980 als dessen Assistent tätig war.
Seit 1969 lebt Wolfgang Mally mit der Kinderbuch-Autorin Doris Wiederhold in Deutschland und Spanien.

## Werk

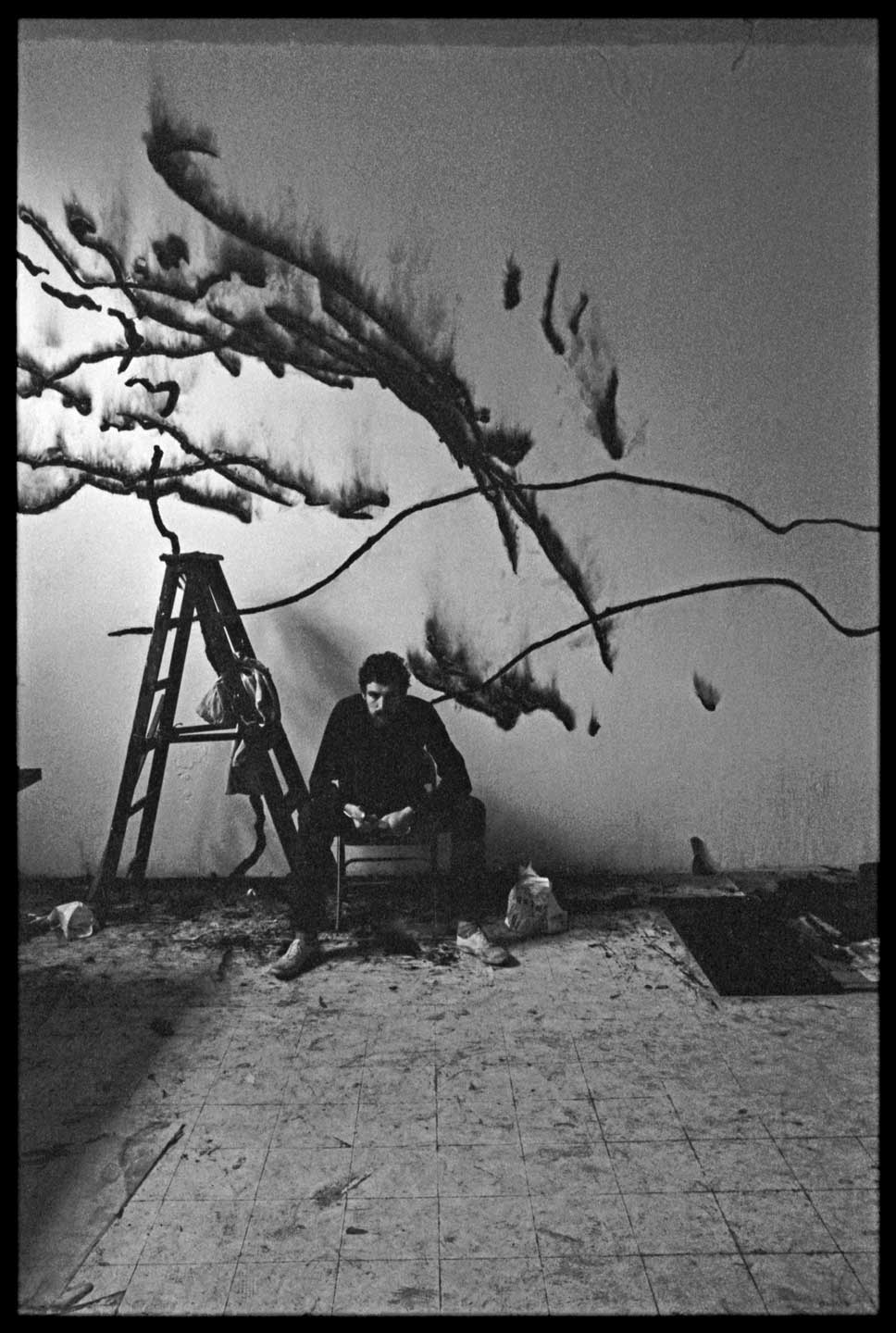
Wolfgang Mally, New York 1980

Während seines ersten Studiums erforschte Mally Kommunikationsmöglichkeiten zwischen Menschen, Tieren und Pflanzen. Dafür baute er taktile und akustische Objekte oder fotografierte Pflanzen zur Projektion auf menschliche Körper; 1970 nutzte er erstmals das Medium Film. Es entstand „Sentimental Dream“ des Filmkollektivs Heimannsberg/Wellenkötter/Mally, der 1971 in der Kunsthalle Düsseldorf uraufgeführt wurde. Erstmals ein größeres Publikum erreichte Wolfgang Mally mit seinen Prozess-Arbeiten. Dafür setzte er Papier, Eisen, Holz, organisches Gewebe und seinen eigenen Körper den Elementen Erde, Wasser, Luft und Feuer aus, um die Transformationen im zeitlichen Ablauf zu studieren und zu konservieren. In diesem Kontext wurden seine Arbeiten in institutionellen Ausstellungen mit Hans Haacke, Nam June Paik, Dieter Roth, Dorothee von Windheim, Nikolaus Lang, Richard Long gezeigt. 1978 war das das Thema von Mallys erster Einzelausstellung in der Kunsthalle Düsseldorf.

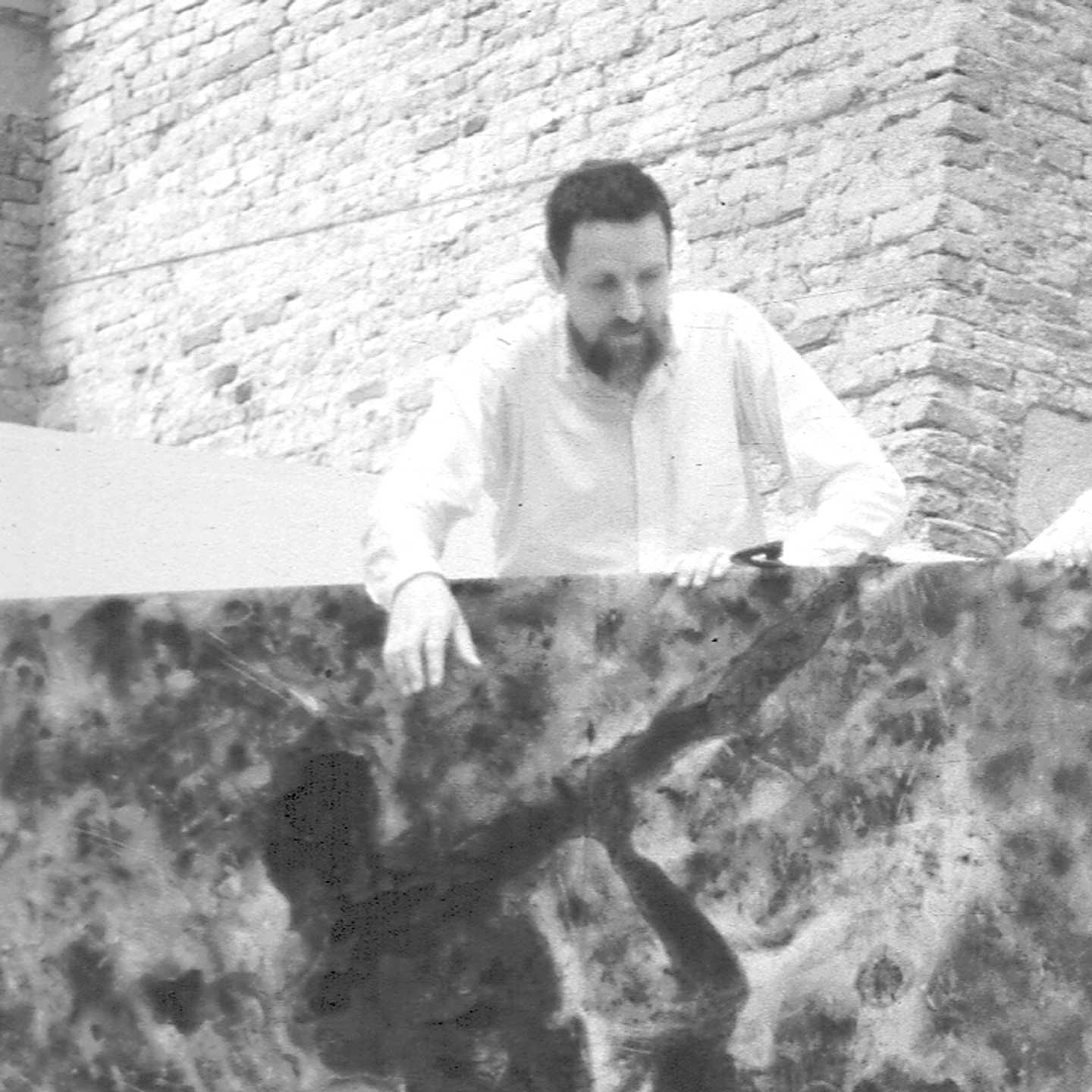
Mally auf der Biennale 1984

Von 1980 bis 1981 entwickelte er im MoMA PS1 New York eine Wand-Installation für Prozesse, die mit dem städtischen Wasser- und Abwassersystem verbunden waren und ein Interaktions-Raum für Pflanzen, Flammen, Pilze, Nagetiere und Menschen wurden. Die Flüsse in biologischen Systemen führten zur Konstruktion verbrannter Wasserfälle aus verbranntem Stroh, von Flüssen aus verkohlten Baumstämmen, die durch das Museum geleitet wurden. Restformen verlassener Feuerstellen, aufbereitet als Prozess-Spuren waren unter anderem 1984 auf der Biennale Venedig zu sehen.
Zwischen 1989 und 1993 arbeitete Mally in seinem Atelier in Barcelona an monumentalen Glassplittern in Feuerkreisen. Daraus konstruierte er Objekte wie Aquarien für Neonfisch-Schwärme oder einen „Trichter zum Auffangen von Fragen und Antworten.“ 1996 entschied er sich, seine Arbeit fernab vom Kunstbetrieb in weitgehend unberührter Natur fortzusetzen. Die dort realisierten Kurzfilme „Das eigene und das Fremde - Austausch zur Annäherung“ und „Krhyzomoria“ wurden weltweit gezeigt. Von 2000 bis 2009 entstanden großformatige Fotoarbeiten, ab 2011 Arbeiten zu molekularbiologischen Prozessen in Zusammenarbeit mit europäischen Universitäten, unter anderem dem ZKM Karlsruhe.

## Preise, Ausstellungen und Literatur (Auswahl)
- 1979 Stipendium der Poensgen-Stiftung
- 1980 Atelier und Arbeitsstipendium PS1 New York
- 1981 Förderpreis für Bildende Kunst der Stadt Düsseldorf
- 1993 Film: Bilder aus Feuer und Wasser / Installationen von Wolfgang Mally
- 1997 Preisträger der Jury NRW (Internationale Kurzfilmtage Oberhausen)

### Ausstellungen
- 1975 Folkwang Museum Essen (Video-Studio) Electronic Wind
- 1977 Folkwang Museum Essen Selbstbeschneidung (Performance im Video-Studio)
- 1978 Kunsthalle Düsseldorf: 366 Jahreszeiten - ein Feld
- 1978 Kunstverein Bonn: Prozesse
- 1980 PS1 New York: Elements Meeting
- 1982 PS1 Circulation Performance
- 1982 Kunsthalle Bremen, Natur Kunst Landschaft
- 1983 Städtische Galerie Regensburg: Gute Beziehungen
- 1983 Kunstverein St.Gallen: Zeitprozesse
- 1984 Biennale Venedig, Aperto 84
- 1984 Kunstverein Düsseldorf: Es ist wie es ist
- 1986–87 Wissenschaftszentrum Bonn, Kunstverein München: Der Andere Blick
- 1996 Skulpturenmuseum Glaskasten Marl, Deutsche Videokunst 1994–96:
- Das eigene und das Fremde – Austausch zur Annäherung,
- 1996 Internationale Kurzfilmtage Oberhausen: „Das Eigene und das Fremde“ im nationalen und internationalen Wettbewerb. Beitrag der Kurzfilmtage Oberhausen Documenta X Kassel.
- 1997 Galerie Ursula Walbröl Düsseldorf, Video-Installation: Das Eigene und das Fremde
- 1999 Kurzfilmtage Oberhausen, European media art Festival Luzern, Städtisches Museum Mönchengladbach: Krhyzomoria
- 2012 Galerie Ursula Walbröl Düsseldorf: Barnard 211Ey5
- 2015 ZKM Karlsruhe: Exo-Evolution